# (11836) Eileen
(11836) Eileen est un astéroïde de la ceinture principale aréocroiseur.

## Description
(11836) Eileen est un astéroïde aréocroiseur. Il présente une orbite caractérisée par un demi-grand axe de 2,35 UA, une excentricité de 0,35 et une inclinaison de 22,5° par rapport à l'écliptique.

## Compléments